# 埃爾肯斯魯爾河 (魯爾河支流)
50°34′52″N 6°22′44″E / 50.581012°N 6.379023°E

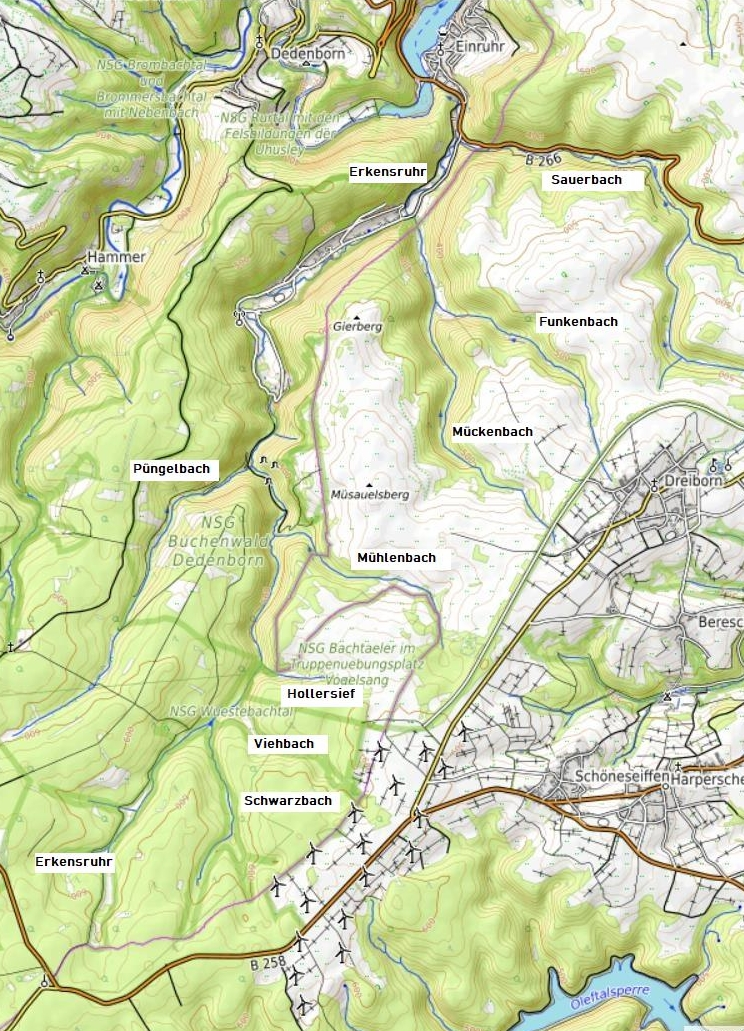

埃爾肯斯魯爾河（德語：Erkensruhr），是德國的河流，位於該國西部，流經北萊茵-威斯特法倫州，屬於魯爾河的右支流，河道全長12.3公里，流域面積42.1平方公里。